# Ventosa de la Cuesta
Ventosa de la Cuesta est une commune de la province de Valladolid dans la communauté autonome de Castille-et-León en Espagne.

## Sites et patrimoine
Les édifices notables de la commune sont :
- Église Sainte-Marie de l'Assomption (iglesia de Santa Maria de la Asuncion) avec le retable de l'archange Saint-Michel (es) (retablo de San Miguel Arcángel) ;
- Chapelle du Sanctuaire du Christ (es) (ermita del humilladero del Cristo).

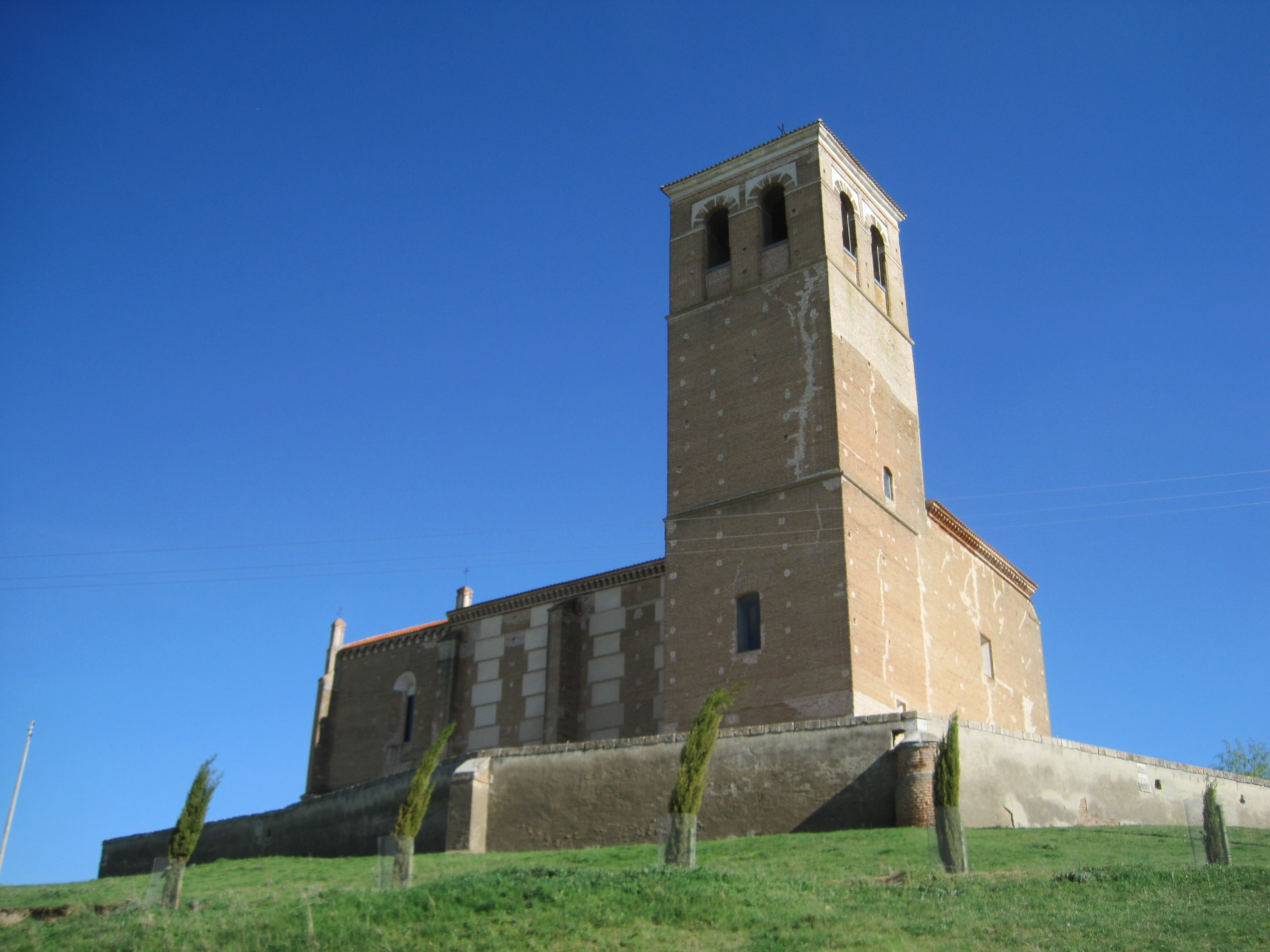
Église Sainte-Marie de l'Assomption.
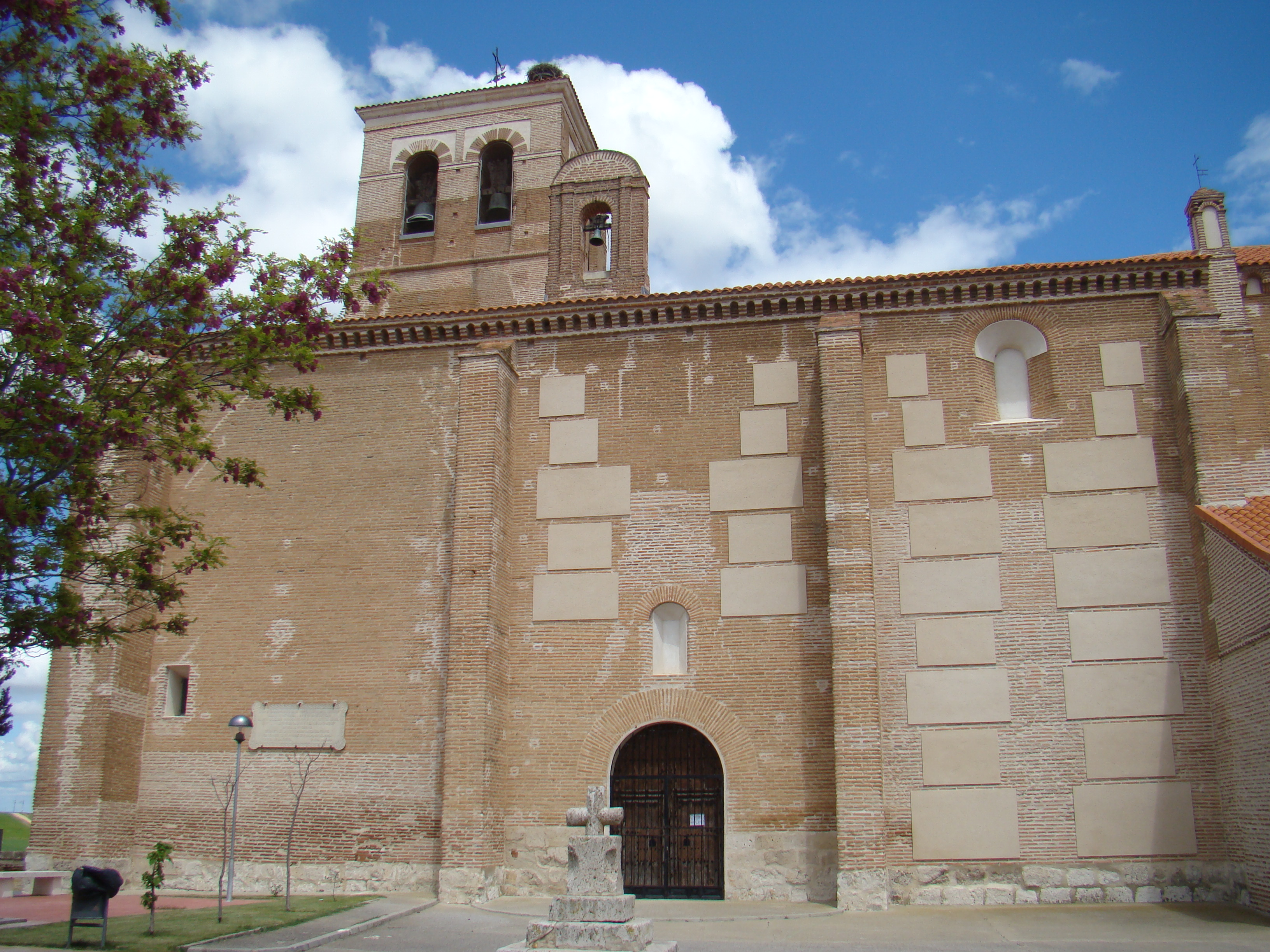
Église Sainte-Marie de l'Assomption.
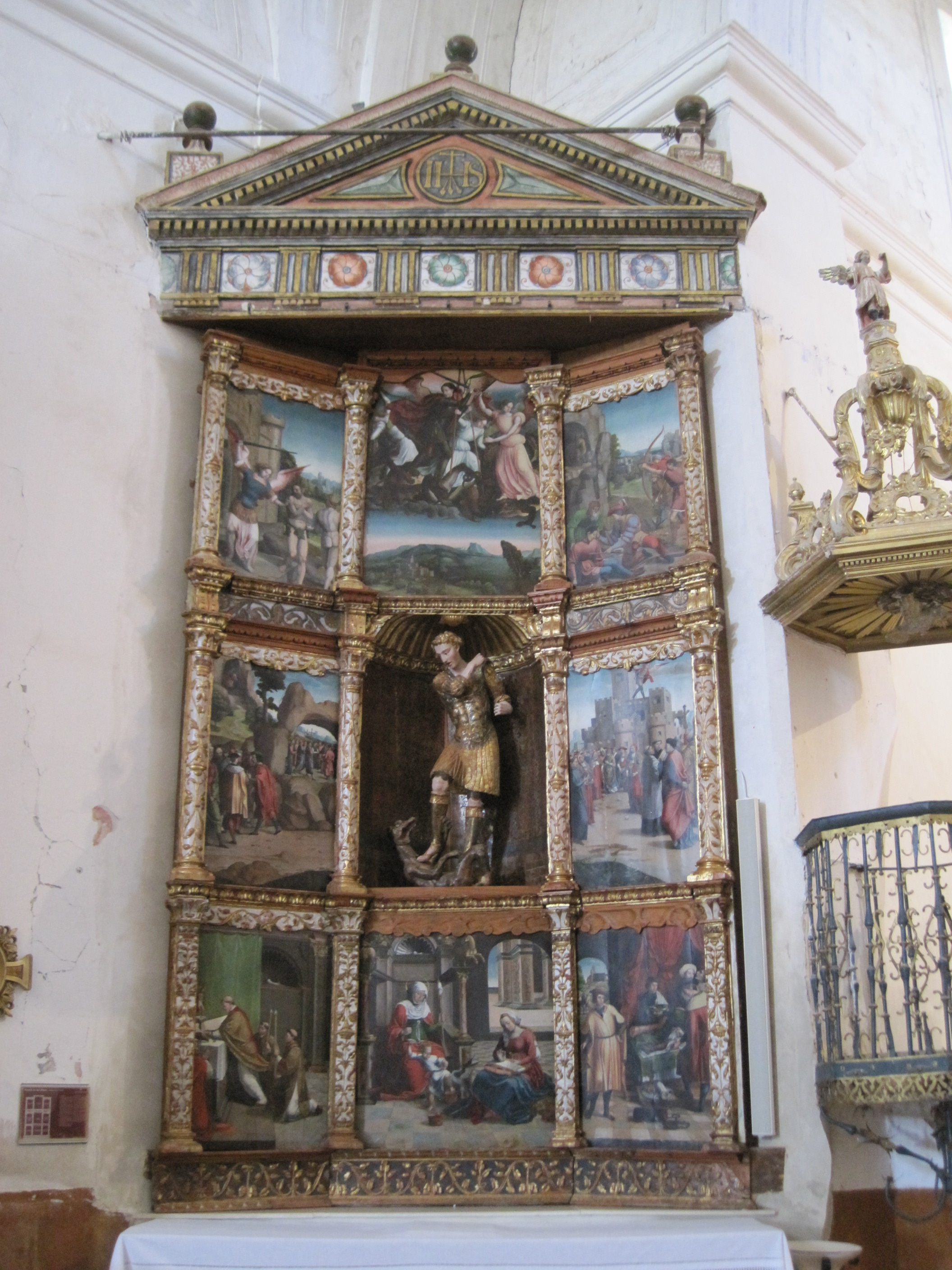
Retable de l'archange Saint-Michel.
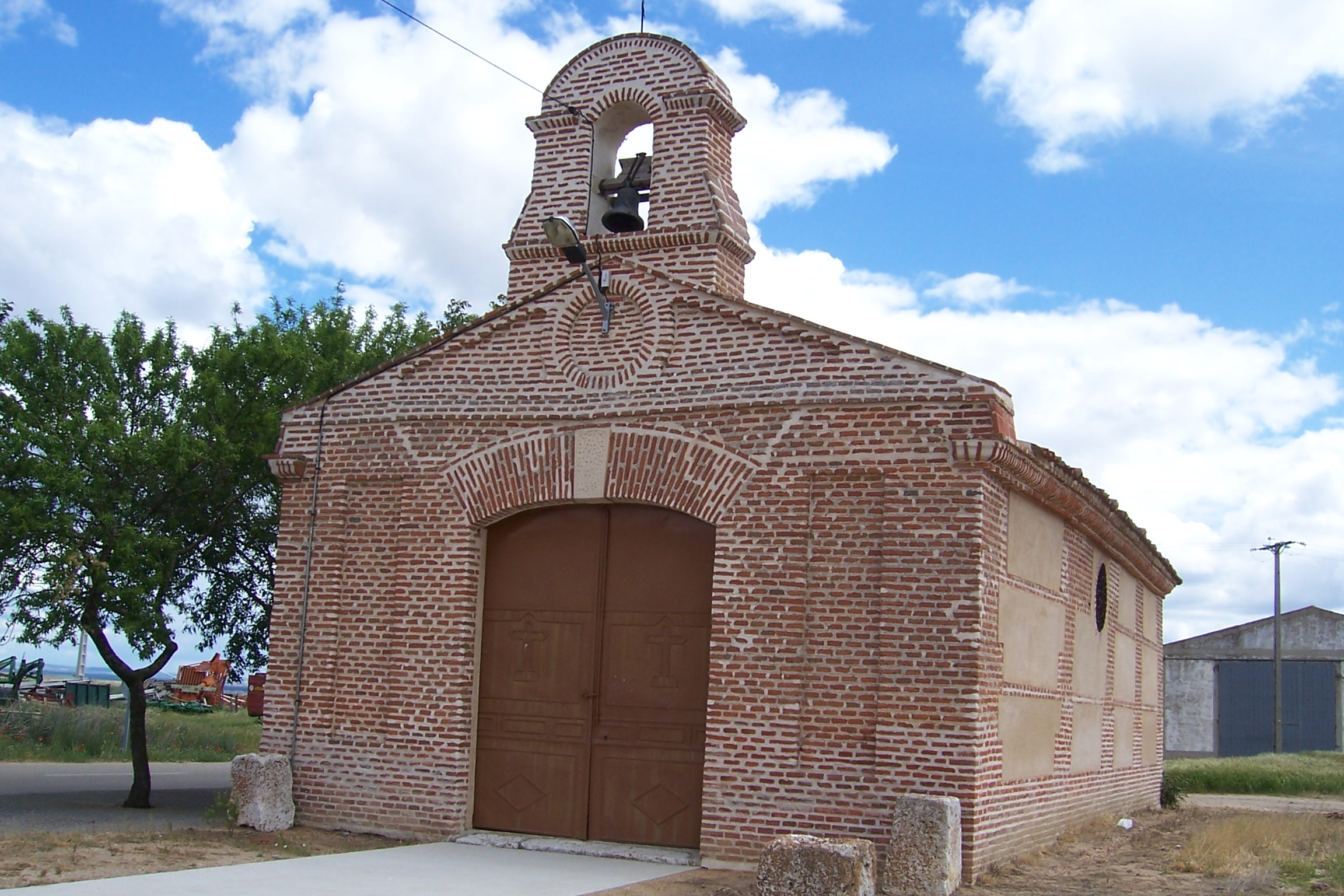
Chapelle du Sanctuaire du Christ.